# Loch Scadavay
Loch Scadavay är en sjö i Storbritannien.   Den ligger i kommunen Yttre Hebriderna och riksdelen Skottland, i den nordvästra delen av landet, 800 km nordväst om huvudstaden London. Loch Scadavay ligger 5 meter över havet. Arean är 0,40 kvadratkilometer. Den ligger på ön North Uist.Trakten runt Loch Scadavay består i huvudsak av gräsmarker. Den sträcker sig 1,1 kilometer i nord-sydlig riktning, och 1,3 kilometer i öst-västlig riktning.